# Tupan Patera

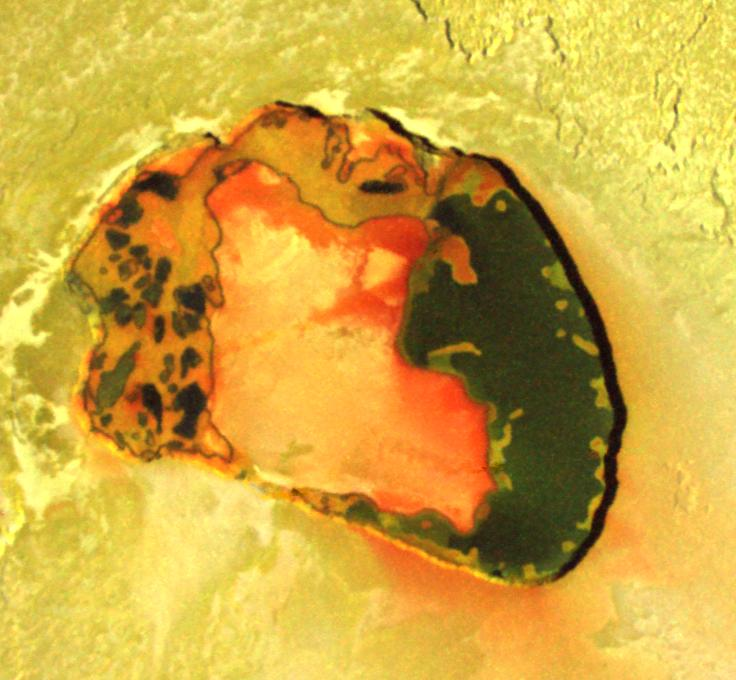
Imagem de Tupan Patera capturada pela sonda Galileo em outubro de 2001

Tupan Patera é um vulcão ativo na lua Io de Júpiter. Ele está localizado no hemisfério anti-Júpiter de Io, nas coordenadas 18,73° S, 141,13° O. Tupan consiste em uma cratera vulcânica, conhecida como patera, com 79 quilômetros de diâmetro e 900 metros de profundidade.
O vulcão foi observado pela primeira vez em baixa resolução pelas duas espaçonaves do programa Voyager em 1979, mas sua atividade vulcânica não foi detectada até junho de 1996, durante a primeira órbita da sonda Galileo.
Após essa primeira detecção de emissão térmica em infravermelho e subsequentes observações pela Galileo nas órbitas seguintes, o vulcão foi oficialmente nomeado Tupan Patera pela União Astronômica Internacional em 1997. O nome faz referência ao deus do trovão dos povos indígenas Tupí-Guaraní do Brasil.
Observações adicionais realizadas pelo Near-Infrared Mapping Spectrometer (NIMS) da sonda Galileo entre 1996 e 2001 revelaram que Tupan era um vulcão persistentemente ativo, sendo visível na maioria das observações da face anti-Júpiter de Io feitas pelo NIMS.
A sonda Galileo obteve imagens coloridas de alta resolução e espectros em infravermelho próximo de Tupan Patera durante um sobrevoo realizado em 16 de outubro de 2001. Os dados mostraram lava de silicato quente e escura nas regiões leste e oeste do chão da patera, além de uma "ilha" de material brilhante e frio no centro. Material avermelhado foi observado ao longo das margens da ilha brilhante e nas planícies claras ao sudeste do vulcão. Isso indica que enxofre de cadeia curta estava sendo emitido por respiradouros no chão da patera durante a atividade vulcânica recente. A ilha e uma plataforma de material na base da parede da patera são contornadas por uma linha de material escuro. Essa linha pode ter sido formada pelo esvaziamento da lava que encheu a patera e depois deflacionou devido à desgaseificação do magma resfriado ou ao seu escoamento de volta para a câmara magmática. Outra possibilidade é que a linha tenha sido criada por atividade vulcânica localizada nas bordas do chão da patera. A mistura de material vermelho-alaranjado e escuro no lado oeste do vulcão pode ter sido causada pelo derretimento de enxofre proveniente da ilha central e das paredes da patera, cobrindo o material escuro nessa área. Essa teoria é apoiada pelas temperaturas mais baixas registradas no lado oeste de Tupan, que podem ser frias o suficiente para permitir o derretimento e a solidificação do enxofre, em comparação com o lado leste, que é muito mais escuro e quente. A morfologia de Tupan Patera também pode ser consistente com a de um soleira que ainda está se exumando.
Após o último sobrevoo da Galileo em Io, realizado em janeiro de 2002, Tupan permaneceu ativo. Observações de emissão térmica do vulcão foram registradas por astrônomos usando o Telescópio Keck e pela espaçonave New Horizons. Uma grande erupção em Tupan foi observada por astrônomos utilizando óptica adaptativa de 10 metros no Observatório Keck em 8 de março de 2003. Além dessa grande erupção, a atividade em Tupan ao longo da missão Galileo e posteriormente tem sido persistente, com variações episódicas na emissão térmica do chão da patera, semelhantes, mas em menor escala, às de Loki Patera.